# 알자지라주

알자지라주의 위치

알자지라주(아랍어: الجزيرة)는 수단 중동부에 위치한 주(州)로, 주도는 와드마다니이며 인구는 2,796,330명(2006년 기준), 면적은 27,549km2이다.

## 지리
청나일주와 백나일주 사이에 있다.

## 경제

### 농업
1970년대부터 목화 생산량이 증가했으며 1990년대에는 목화 생산지가 주 전체 면적의 1/3을 차지했다.